# 卢旺达种族灭绝
卢旺达种族大屠杀发生在1994年4月7日到7月15日卢旺达内战期间。在这一百天里，全副武装的胡圖族军人大肆屠戮部分温和派胡图族人、特瓦族人以及作为少数族裔的图西族人。关于此次种族灭绝的遇害人数，学术界广为人所接受的数字是50万到80万。
1990年，主要构成为图西族难民的反抗组织卢旺达爱国阵线（RPF）从他们在乌干达的基地入侵卢旺达北部，引发卢旺达内战。参战双方均未能在战争中取得决定性优势。1993年8月4日，由总统朱韦纳尔·哈比亚利马纳领导的卢旺达政府与RPF签署了《阿鲁沙协定》。1994年4月6日，哈比亚利马纳被暗杀，造成了权力空窗期，导致和平协定被废止。次日，士兵、警察和民兵开始处决图西族与温和派胡图族军事政要，种族大屠杀开始。有历史学家认为，针对图西人的种族灭绝已经谋划了数年。
卢旺达大屠杀的残忍与其规模之大震惊了全世界，但当时并未有其它国家介入终止杀戮。许多受害者都是在自己家中被其乡邻杀害。参与屠杀的胡图族人从教堂、学校搜寻目标。民兵使用砍刀和步枪屠戮平民。种族灭绝式强奸大为盛行，在此次大屠杀中，约有25万到50万妇女被强奸。
最终由保罗·卡加梅领导的爱国阵线军队重启内战，结束了种族大屠杀。临时政府以及参与种族屠杀的刽子手被迫流亡扎伊尔（参见RPF在1994年种族灭绝期间的军事行动）。
种族灭绝产生了持久而深远的影响。1996年，卢旺达爱国阵线领导的卢旺达政府对流亡在扎伊尔（现刚果）的前卢旺达政府领导人和胡图族难民发起进攻，引发第一次刚果战争，据估计有20万人丧生。如今，在卢旺达有两个公共假期来悼念种族灭绝，“否认卢旺达种族灭绝”和“分裂主义”均为刑事犯罪。每年的4月7日是纪念卢旺达种族灭绝事件的国际反思日。卢旺达宪法声称超过100万人在种族灭绝中丧生，但根据延斯·迈尔亨里奇（Jens Meierhenrich）的说法，这个数字是RPF捏造的，已被相关科学文献证伪。

## 背景
盧安達在1890年到1918年期間為德意志帝國的殖民地，在第一次世界大戰中的1916年，比屬剛果軍隊在英國幫助下壓倒性擊敗當地德軍後佔領了屬德屬東非的盧旺達地區。一戰結束這地被劃屬比利時殖民帝國直到1962年為止。少數民族圖西族（約18%）始終統治著佔約80%左右人口的胡圖族。在比利時人離開後，政權交還給佔多數人口的胡圖族。在1962年盧旺達獨立後，政府也未妥善處理民族之間的對立問題。在20多年的时间裡，卢旺达政府一直对圖西族实行种族歧视政策。
胡圖族的政府軍與圖西族的盧安達愛國陣線之間的卢旺达内战也是盧安達大屠殺的起因之一。在1990年由圖西族難民組成的反政府集團盧旺達愛國陣線從烏干達攻打盧旺達北部，旨在推翻由胡圖族領導的政府。在盧旺達內戰期間，非洲法語國家和法國支持胡圖族，烏干達支持圖西族。這加劇了盧旺達國內種族之間的緊張氣氛。在盧旺達政府控制的媒體鼓吹下，許多胡圖族人開始著迷於名為“胡圖人权力”（Hutu Power）的意識形態。該意識形態宣稱圖西族希望奴役胡圖族人，因此胡圖族人應當不惜任何代價來平定圖西族的騷亂。內戰中圖西族軍隊佔領了盧旺達北方，驅逐北方的大量胡圖族人離開家園。而在胡圖族控制的南方，胡圖族定期屠殺圖西族人。由胡圖族人朱韦纳尔·哈比亚利马纳领導的盧旺達政府迫於國際壓力，在1993年簽訂了停火協議，這個協議也叫作《阿鲁沙协议》（Arusha Accords）。在大屠杀前的三年裡，国家控制的媒体甚至把圖西族人視同为国家的敌人，大力加以撻伐和煽動，引起對图西族人的恐惧和仇恨。一家受到党政军多名要人支持的RTLM广播电台在大屠杀前九个月，宣传对圖西族人的仇恨，甚至公开宣布須被處決的名单。

## 導火索
1994年4月6日，載著盧安達總統朱韦纳尔·哈比亚利马纳和蒲隆地總統西普里安·恩塔里亚米拉的飛機在盧安達首都吉佳利附近被擊墜，兩位胡图族總統均罹難，有傳聞指出是图西族游擊隊计划了這件暗殺事件，以至引發了此一事件。
後來在內戰的4年後，法國針對墜機事件展開調查，2006年當時的承案法官让-路易·布吕吉埃指控圖西族領導人保罗·卡加梅是元凶，並下令逮捕了他身邊的數名助手，案情似有進展。
這個指控造成法烏兩國關係惡化，領導圖西族人攻克首都的卡加米繼任總統，反過來指稱法國法庭的聲明帶有政治意圖，並表示支持胡圖族人的法國政府是大屠殺的幫兇。
2018年10月，由於證據不足，負責的檢察官建議撤回起訴，遭到哈比亞利馬那遺孀阿嘉絲（Agathe）的律師團強烈反對，不過最後法院仍決定在12月21日撤回所有的指控。
律師梅哈克（Philippe Meilhac）指出，律師團將此舉解讀為法國檢察官能力不足，同時譴責盧安達現任政府對於調查沒有盡力協助。

## 种族灭绝

### 規劃與組織

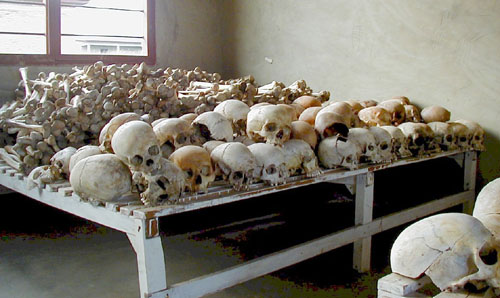
穆拉比技術學校中保存的遇難者頭骨。

1994年胡圖族的軍隊屠殺從首都基加利開始擴散到全國每個角落；在4月6日至7月初的百餘天，共約有100萬人被屠殺，其中大部份是圖西人，另外还有200万人流离失所。
7月時，盧安達愛國陣線（RPF）與鄰國烏干達的軍隊反攻進入盧安達首都吉佳利，擊敗胡圖族政府。共200多萬的胡圖人由於害怕遭到報復，便逃到鄰國蒲隆地、坦桑尼亞、烏干達和扎伊尔（現在的剛果民主共和國），數千人由於霍亂和痢疾死於難民營。
據BBC報導，在大屠杀期間，RTLM電台「几乎每天都播出号召令，要人们寻找和杀死被诬称为蟑螂的图西族人」。
在胡圖人和圖西人並肩生活且家人彼此了解的農村地區，胡圖人很容易識別和瞄准他們的圖西人鄰居。在居民更為匿名的城市地區，使用由軍方和聯隊人員操縱的路障促進了身份識別；每個經過路障的人都必須出示國民身份證，其中包括種族，任何持有圖西人身份證的人都應立即被屠殺。許多胡圖族人也因各種原因而被殺，包括據稱對溫和的反對黨表示同情、新聞工作者或只是“看來像圖西人”。

### 殺人方式

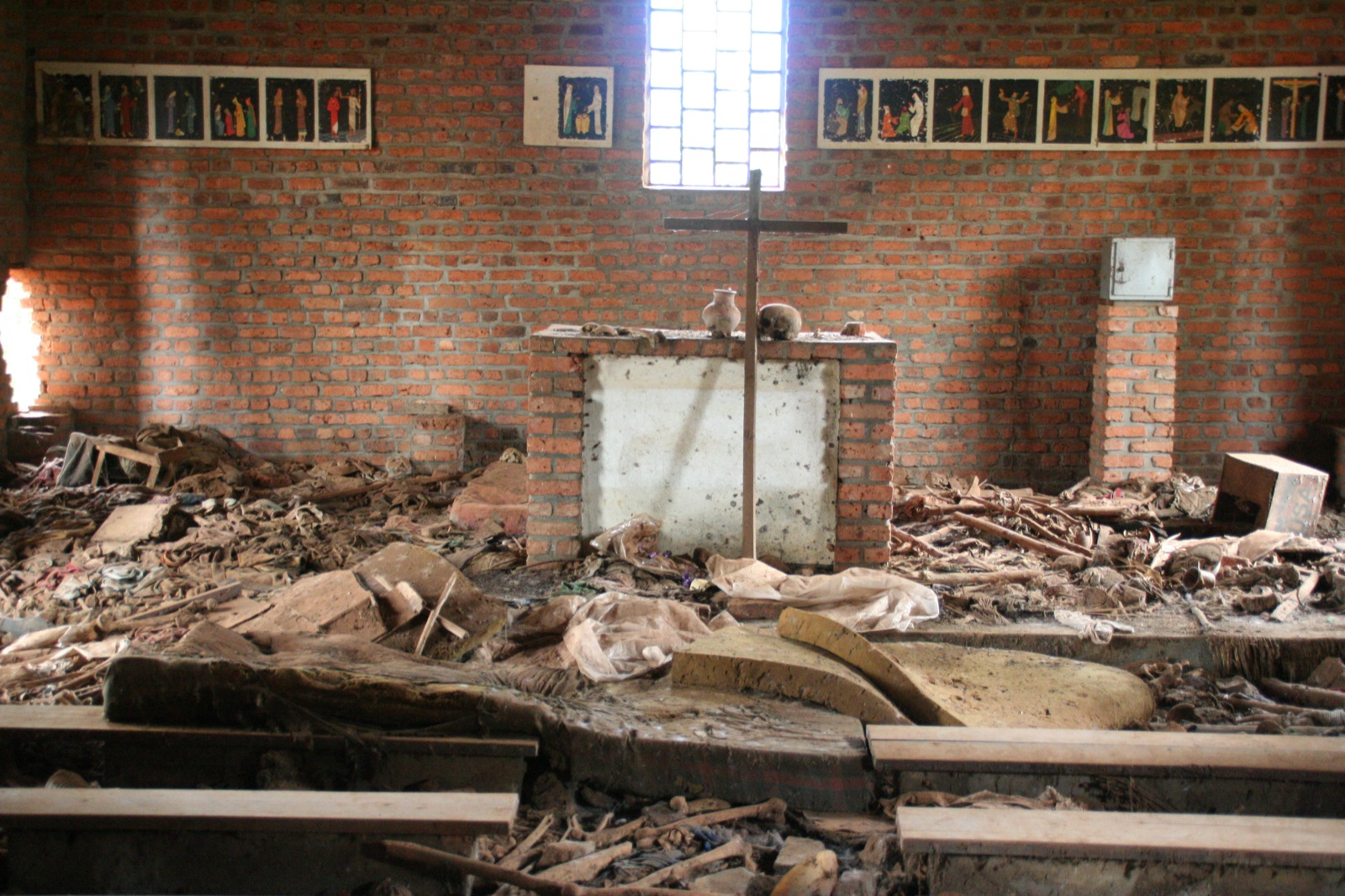
在恩特拉瑪教堂祭壇求避難的5,000图西人被胡图人用手榴彈，彎刀，步槍攻击致死，或被活活烧死。教堂的牆壁上還有嬰兒被打死留下来的血跡。

Akazu胡圖族極端分子的組織心臟地帶的軍事領導人最初是組織最嚴密的，召集了聯攻派和胡圖平民的聚會。指揮官責怪盧旺達愛國陣線（RPF），宣布了總統的去世，然後命令群眾“開始工作”，並“不留任何人”，包括嬰兒。
民兵通常用砍刀殺死受害者，儘管有些部隊使用步槍。胡圖族團伙搜查了躲在教堂和學校建築物中的受害者，並對其進行了屠殺。
盧旺達的總統衛隊得到了聯攻派和同一目標派的協助在首都設立了路障；每個經過路障的人都必須出示國民身份證，其中包括種族，任何持有圖西人身份證的人都應立即被屠殺。民兵還開始搜查城市中的房屋，屠殺圖西人並搶劫他們的財產。RTLM的電台DJ也通过广播來煽動和鼓勵他們的胡圖族听众們去殺圖西族人。一項研究發現，盧旺達種族滅絕期間發生的全部暴力事件中約有10％可歸因於這個新電台。然而，最近的一篇論文質疑了這項研究的結果。在1993年期間，強硬派進口砍刀的規模遠大於農業所需的規模，以及其他可以用作武器的工具，如剃須刀，鋸子和剪刀。這些工具表面上是作為民防網絡的一部分分佈在全國各地的。
在農村地區，在大多數情況下，地方政府的等級制度也是執行種族滅絕的指揮系統。每個縣的州長都按照基加利的命令行事，向公社領導人（布爾梅斯特人）分發了指示，而公社領導人又向其公社內各部門，牢房和鄉村的領導人發出了指示。在領導人的命令下，農村地區的大多數實際屠殺是由普通平民實施的。圖西族和胡圖族並肩生活在他們的村莊中，家庭彼此了解，這使胡圖族很容易識別和瞄准他們的圖西族鄰居。杰拉德·普魯尼爾（Gerard Prunier）將這種人口的同謀歸因於“民主多數”意識形態的結合，在其中，胡圖人被教導將圖西人視為危險的敵人，不服從權威的文化，脅迫因素-拒絕執行殺戮命令的村民經常被貼上圖西同情者的標籤，他們本人也被殺害。
許多報告已被詳細記錄。其他人指出，許多受害者是用彎刀，獵槍和斧頭等熟悉的工具殺死的，很容易在倖存者的日常生活中造成PTSD。 
根據盧旺達政府的官方統計和調查，盧旺達大屠殺的受害者中37.9％是被開山刀杀死，16.8%是被钝器攻击致死。

### 強姦
強姦被主要犯罪者聯攻派用作工具，以分離有意識的異類人口並徹底耗盡對方。在種族滅絕和針對性別的暴力中，宣傳的使用都發揮了重要作用。胡圖族的宣傳把圖西族婦女描繪成“與胡圖族的敵人同居的性誘人的『第五縱隊』”。性暴力異常殘暴，以及胡圖族婦女參與襲擊，這表明宣傳有效地利用了性別需求，動員了男女參與。大多數圖西族婦女，均被盧旺達解放軍和盧旺達國防軍的士兵（包括總統衛隊）以及胡圖族平民強姦。
圖西族婦女也遭到破壞其生殖能力的襲擊。強姦後有時會發生性切割，包括用砍刀，刀子，尖銳的棍棒，沸水和酸液以攻击和摧毁陰道。
與胡圖族溫和派一樣，與圖西族結婚或藏身的胡圖族婦女也成為目標。聯合國特別報告員雷內·德格尼·塞吉指出：“強姦是系統性的，被用作武器。”出於這種想法並使用武力和威脅手段，種族滅絕迫使其他人在強姦期間待命。一位名叫瑪麗·路易斯·尼耶布洪格羅（Marie Louise Niyobuhungiro）的婦女的證詞回憶說，當地人民，將領和其他的胡圖族男子一起看她每天約5次被強姦。即使當她受到婦女監視時，她也不會給予任何同情或幫助，而且迫使她在強姦之間耕種土地。
強姦導致很多活著的圖西族女人患上艾滋病。胡圖族極端分子從醫院釋放了數百名患有艾滋病的患者，並將他們組成“強姦小隊”。目的是感染並造成其未來的圖西強姦受害者受到“緩慢，堅不可摧的死亡”
研究表明，幾乎所有12歲以上的女性倖存者都是強奸的受害者。聯合國特別報告員雷內·德格尼·塞吉說：“強姦是規則，但沒有例外。”
学者德格尼·塞吉估計，被強奸的婦女和女孩人數在25萬至50萬之間。德格尼·塞吉的估計是在他評估了已記錄的強奸案和由此產生的戰俘數量之後得出的。德格尼·塞吉認為，盧旺達家庭和保護婦女部報告的15700起強姦事件很可能被低估了，因為受害者要報告強奸案的時間（如果有的話）。他還發現，醫務人員對每100次強姦中有一胎的估計不包括被謀殺的婦女。
學者Bijleveld，Morssinkhof和Smeulers估計有354,440名婦女被強姦。他們檢查了受害者的證詞以及被強行侵犯的人數；然後將它們添加到已知數量的被強姦但被殺害的人中。他們說：“幾乎所有倖存的圖西族婦女都被強奸了。

### 溫和派領導人遭到殺害
聯盧援助團派出十名比利時士兵護送女總理烏維林吉伊馬納到盧旺達電台辦公室，但結果不得不取消，因為總統衛隊接管電台不久之後，表示不允許烏維林吉伊馬納放送發言。後來在早上，一些士兵和一群平民迫使烏維林吉伊馬納他們交出武器，然後殺害了烏維林吉伊馬納和她的丈夫。而他們的兒女和塞內加爾聯盧援助團人員姆巴耶迪亞涅則因躲在家具中而得以存活，最终獲救。十個比利時人被帶到基加利軍事基地，在那裡他们被虐待，最终被图西人殺害。進行謀殺的總統衛隊指揮官伯納德恩突亞哈加，在2007年被比利時法院判處20年監禁。

### 法國扮演的角色
一些說法指出，法國在盧安達大屠殺發生前，一直支持盧安達的胡圖人政府，之後更在1994年默許、放任、甚至力挺胡圖族政府發動盧安達大屠殺，因此法國需要為盧安達大屠殺的發生負起一定責任；但沒有證據顯示法國直接參與屠殺。

## 紀念

### 紀念日
盧旺達每年有兩個假日來紀念盧旺達大屠殺受难者。2019年，盧旺達政府為紀念種族滅絕25週年而哀悼100天，在基加利種族滅絕紀念館點燃了长明火。

### 紀念館

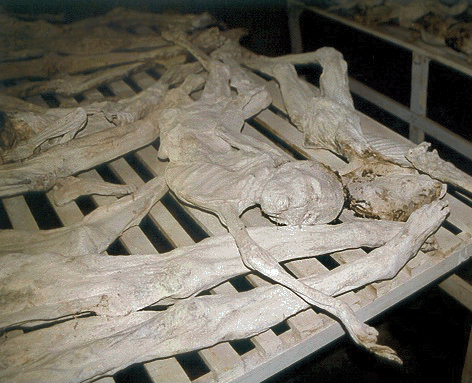
于穆拉比技术学校，盧旺達滅絕種族受害者的木乃伊和灰白色屍體。

自1995年以來，盧旺達的許多地方都有種族滅絕的紀念碑和紀念館。在全國紀念週（4月的一周）中，設立了新的紀念場所，現有紀念場所用於集體哀悼和紀念活動。盧旺達國家將其工作集中在七個這樣的機構上。在外國夥伴的幫助下，它們被擴大和培養為哀悼，記憶，反思，交流，學習和預防的場所。
這種類型的中央博物館，即基加利種族滅絕紀念館，於2004年在盧旺達首都開幕。該設施的社區墳墓容納約25萬人的遺體。該設施的一部分是全國種族滅絕文獻中心。大約有200個區域性和地方性地點被添加到了七個中央紀念館，其中包括穆拉比種族滅絕紀念館。他們位於種族滅絕期間大批人被謀殺的地方。
紀念館的設計具有政治和辯論目的。在許多情況下，故意顯示數百根骨頭。它們是暴力行為廣泛的實質證據。以這種方式使種族滅絕的否認和瑣事化變得更加困難。盧旺達总有六個種族滅絕紀念館。

## 國際反應
由於美國此前在索馬利亞的干涉行動因當地勢力的頑強抵抗而失敗，還遭到了歐洲與第三世界國家的譴責，因此不想派軍介入此次衝突。英國則一向與美國共同進退。後來聯合國遊說說服其他國家伸援，法國在基伏湖附近建立了野戰醫院，嘗試收容難民，加拿大、以色列、荷蘭和愛爾蘭也陸續提供援助。
紅十字國際委員會在大屠殺發生前呼籲相關各方盡一切努力阻止大屠殺發生，並在大屠殺發生期間力求保持中立色彩。在卢旺达設立醫院，運送物資，尽力減少平民傷亡。據估計，在紅十字國際委員會的請求下，總共有7萬人獲救。屠殺结束後，數万名流離失所者得到紅十字國際委員會救助，並通過“重建家庭聯繫”項目确定在盧旺達屠殺中失踪人員的命運，在1994年到1998年期間，約有48,000名兒童與家人重聚。
马来西亚首相马哈迪·莫哈末在巫统年度大会致词时表示，马来西亚反对联合国在战斗正进行时从卢旺达撤出欧洲军队。他说，正因为如此，50万图西族和胡图族在“种族灭绝”中丧生。
2021年5月27日，法國總統馬克龍访问卢旺达時，承认法国在卢旺达大屠杀中負有责任。

## 審判
聯合國在坦桑尼亞的阿魯沙成立盧安達國際刑事法庭審判高級政府官員或軍人，盧安達政府則自行負責審判較低層級的領導人或平民。根據盧旺達政府通過的法案，2004年成立獨立調查委員會，調查法國在大屠殺事件當中所扮演的角色。2006年11月，法國國防部同意解密一百多份與大屠殺有關的機密文件。

## 相关作品

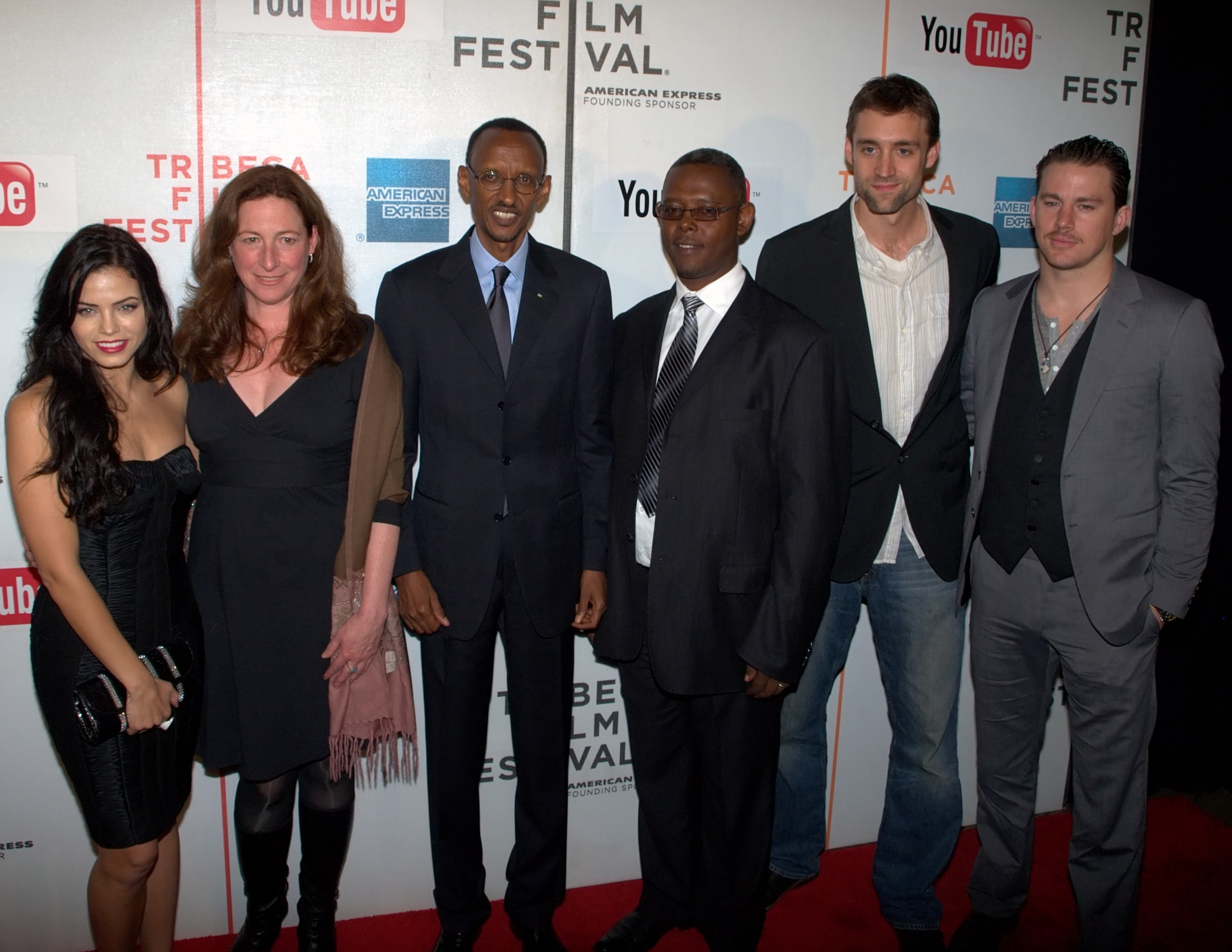
在“玻璃製成的地球”首演中，從左站的是導演珍娜·戴溫，盧旺達總統保罗·卡加梅，紀實題材的電影導演，和執行製片人查尼·泰坦。

- 電影《盧安達飯店》（Hotel Rwanda）
- 電影《泣血四月》
- 電影《杀戮禁区》（Beyond the Gates / Shooting Dogs），卢旺达实地拍摄，有幸存者参与演出[33]
- 电视连续剧《CSI》第十季第19集 （World's End）
- 散文〈我只有八歲〉，李家同著，收錄於《讓高牆倒下吧》
- 傳記《寬恕，我唯一能做的：種族滅絕的倖存者告白》，伊瑪奇蕾．伊莉芭吉札（英语：Immaculée Ilibagiza）著
- Netflix影集《黑土》《Black Earth Rising （页面存档备份，存于）》

## 外部連結
- Amnesty International Online Documentation Archive: Rwanda
- Human Rights Watch "Leave None to Tell the Story"
- "Intended Consequences" by Jonathan Torgovnik on MediaStorm （页面存档备份，存于）
- BBC News In Depth - Rwanda genocide （页面存档备份，存于） Collection of articles, analyses and video materials
- BBC News Panorama - When Good Men Do Nothing （页面存档备份，存于） Article about the genocide by BBC Panorama reporter Steve Bradshaw.
- BBC Witness: Stench of Blood （页面存档备份，存于） A personal account of the events.
- Leave None To Tell The Story: Genocide In Rwanda （页面存档备份，存于）. Online publication by Human Rights Watch. Mar. 1999. ISBN 1-56432-171-1.
- UN Reflection on the Rwandan Genocide （页面存档备份，存于）